# The Birds of America
The Birds of America è un libro del naturalista e pittore John James Audubon, contenente illustrazioni di una grande varietà di uccelli degli Stati Uniti. Fu originariamente pubblicato in più parti tra il 1827 e il 1838, a Edimburgo e Londra. Non tutte le specie illustrate nell'opera furono catalogate da Audubon; alcune gli furono inviate da John Kirk Townsend, che le aveva raccolte durante la spedizione di Nathaniel Jarvis Wyeth del 1834 con Thomas Nuttall.
L'opera è composta da 435 stampe colorate a mano, a grandezza naturale, realizzate con lastre incise, che misurano circa 99x66 cm. Include illustrazioni di cinque, probabilmente sei, uccelli estinti al giorno d'oggi: il parrocchetto della Carolina,  la colomba migratrice, l'anatra del Labrador, l'alca impenne, la gallina della brughiera e, probabilmente, il chiurlo boreale. Gli storici dell'arte descrivono il lavoro di Audubon come di alta qualità e stampato con "finezza artistica". Gli sfondi con le piante di circa 50 uccelli vennero dipinti dall'assistente di Audubon, Joseph Mason, che non fu accreditato per il suo lavoro nel libro. Sparò a molti esemplari di uccelli, oltre a trasportare e mantenere le provviste per Audubon. Egli tuttavia utilizzò come sfondo le piante e gli insetti dipinti da Maria Martin, poi moglie di John Bachman, menzionandola. George Lehman fu assunto per disegnare alcuni dei trespoli e dei dettagli dello sfondo. Audubon è anche autore del libro di accompagnamento Biografie ornitologiche.

## Storia delle prime pubblicazioni

Tavola 1 di John James Audubon raffigurante un tacchino (Meleagris gallopavo).

Intorno al 1820, all'età di 35 anni, Audubon dichiarò di voler dipingere tutti gli uccelli del Nord America. Nelle sue rappresentazioni degli uccelli, abbandonò principalmente la pittura a olio, il mezzo dei principali artisti dell'epoca, a favore di acquerelli e pastelli (e occasionalmente matita, carboncino, gesso, guazzo e penna e inchiostro). Già nel 1807, sviluppò un metodo per utilizzare diversi fili per tenere gli uccelli morti in pose realistiche mentre li disegnava.

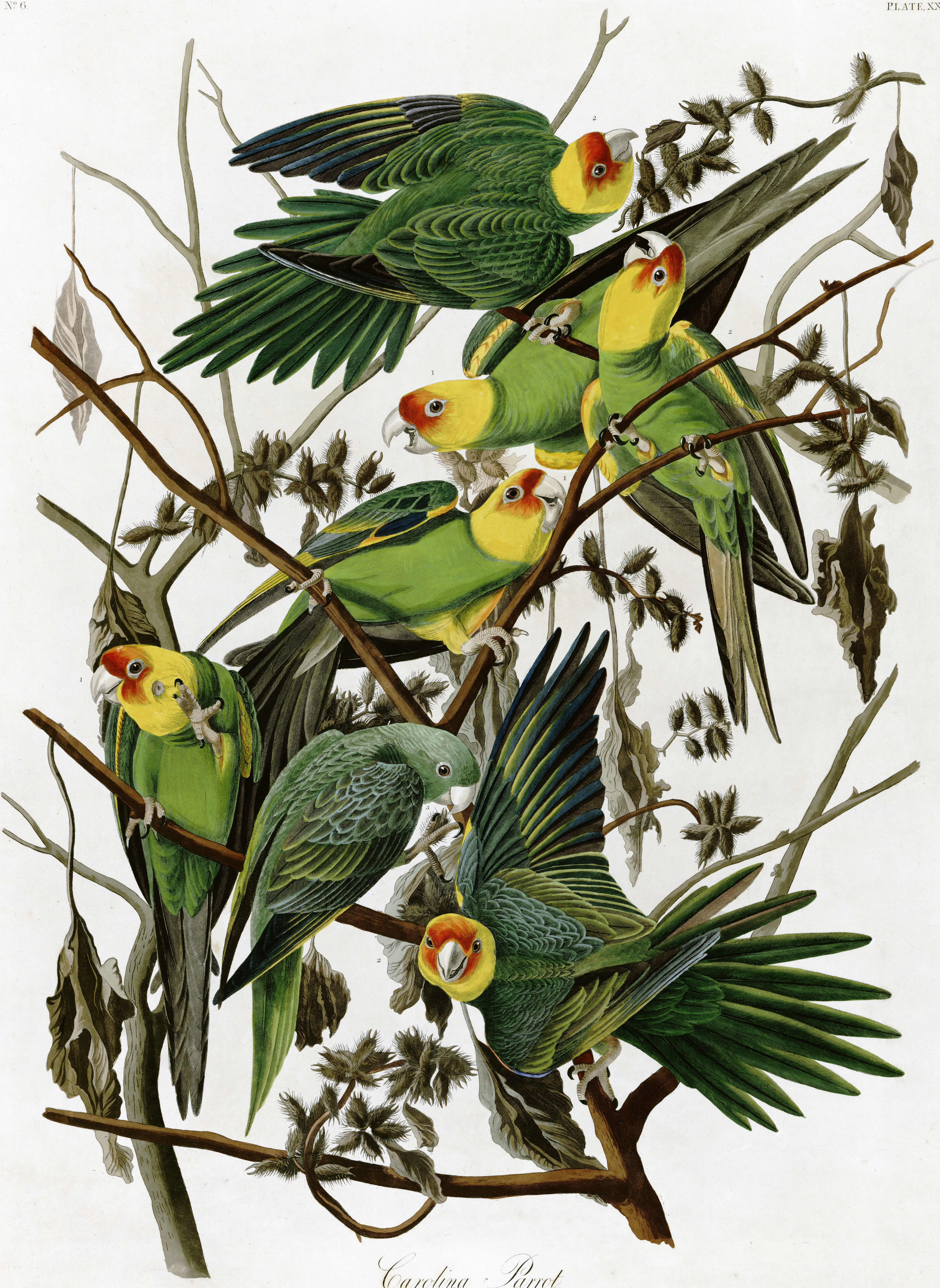
Il parrocchetto della Carolina (Conuropsis carolinensis), oggi estinto.

Nel 1823, Audubon si recò a Filadelfia e New York, in cerca di sostegno finanziario utilizzando degli abbonamenti per consentirgli di pubblicare le sue opere d'arte. Vendette delle incisioni su lastre di rame per abbonamento in Nord America e in Europa. Gli abbonati ricevevano cinque lastre alla volta. Ogni abbonato riceveva le stampe di tre uccelli più piccoli, un uccello di grandi dimensioni e un uccello di taglia media. Le stampe furono prodotte dal 1827 al 1838 e costarono a ciascun abbonato circa 1 000 dollari. Si ritiene che oggi non esistano più di 120 set completi. Ogni set è composto da 435 singole incisioni basate sui dipinti originali. Ogni piatto è stato inciso, stampato e colorato a mano da Robert Havell di Londra. Mentre William Lizars, di Edimburgo, incise le prime dieci tavole, Havell in realtà ne terminò alcune. Havell in alcuni casi aggiunse alle lastre elementi come gli insetti. Audubon non fu mai adeguatamente sostenuto. Di conseguenza, nel 1826, salpò per il Regno Unito con 250 delle sue illustrazioni originali, cercando altro sostegno finanziario dagli abbonati e le capacità tecniche di incisori e tipografi. Dopo aver esposto i suoi disegni a Liverpool e Manchester, si recò a Edimburgo, dove incontrò il famoso incisore William H. Lizars. Lizars incise fino a dieci delle prime lastre ma non riuscì a continuare il progetto quando i suoi coloristi scioperarono. Nel 1827, Audubon ingaggiò il noto incisore di animali londinese Robert Havell Jr. e suo padre, Robert Havell Sr. Havell Jr. supervisionò il progetto fino al suo completamento nel 1838.

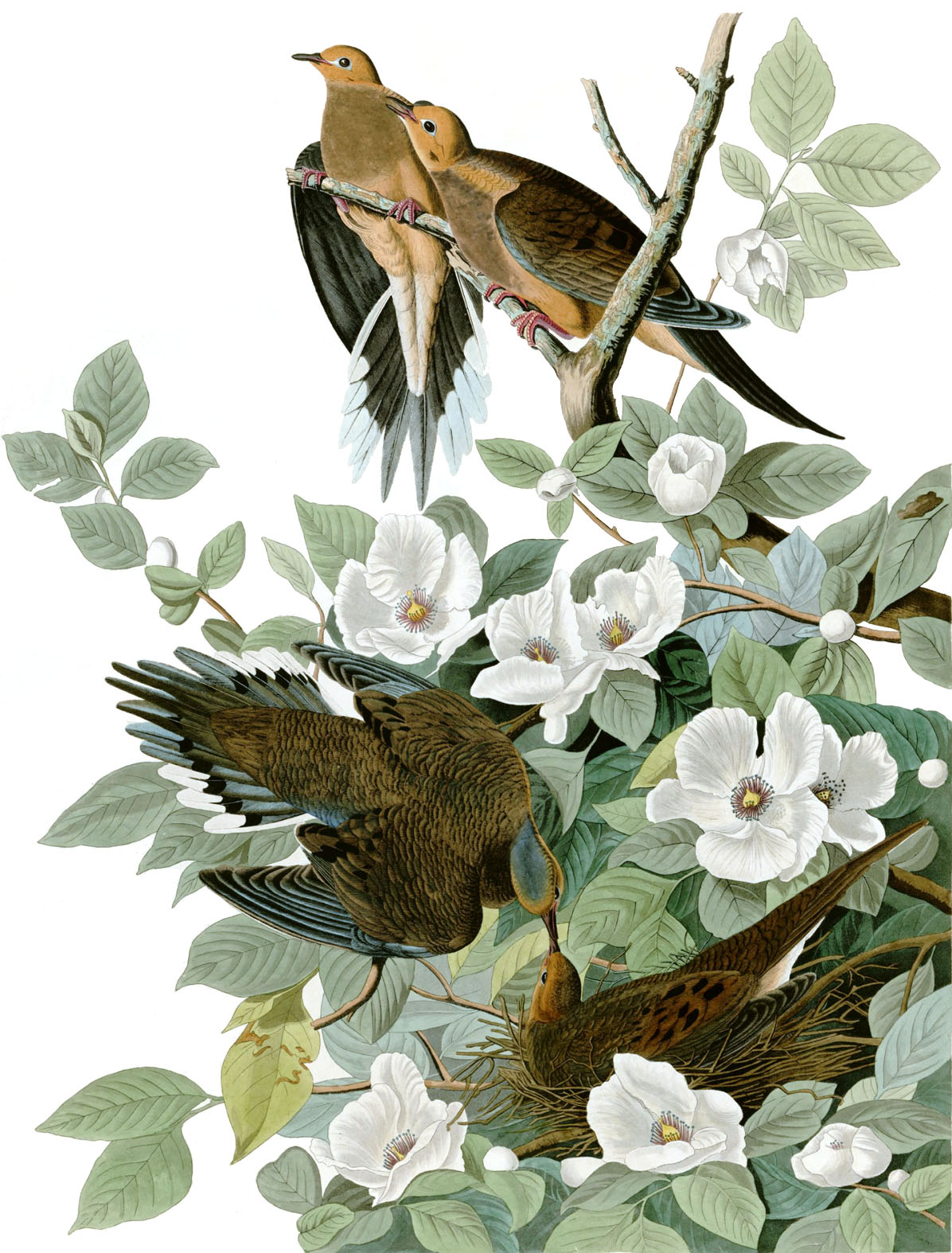
La colomba della Carolina,
Zenaida macroura (oggi chiamata tortora lamentosa americana).

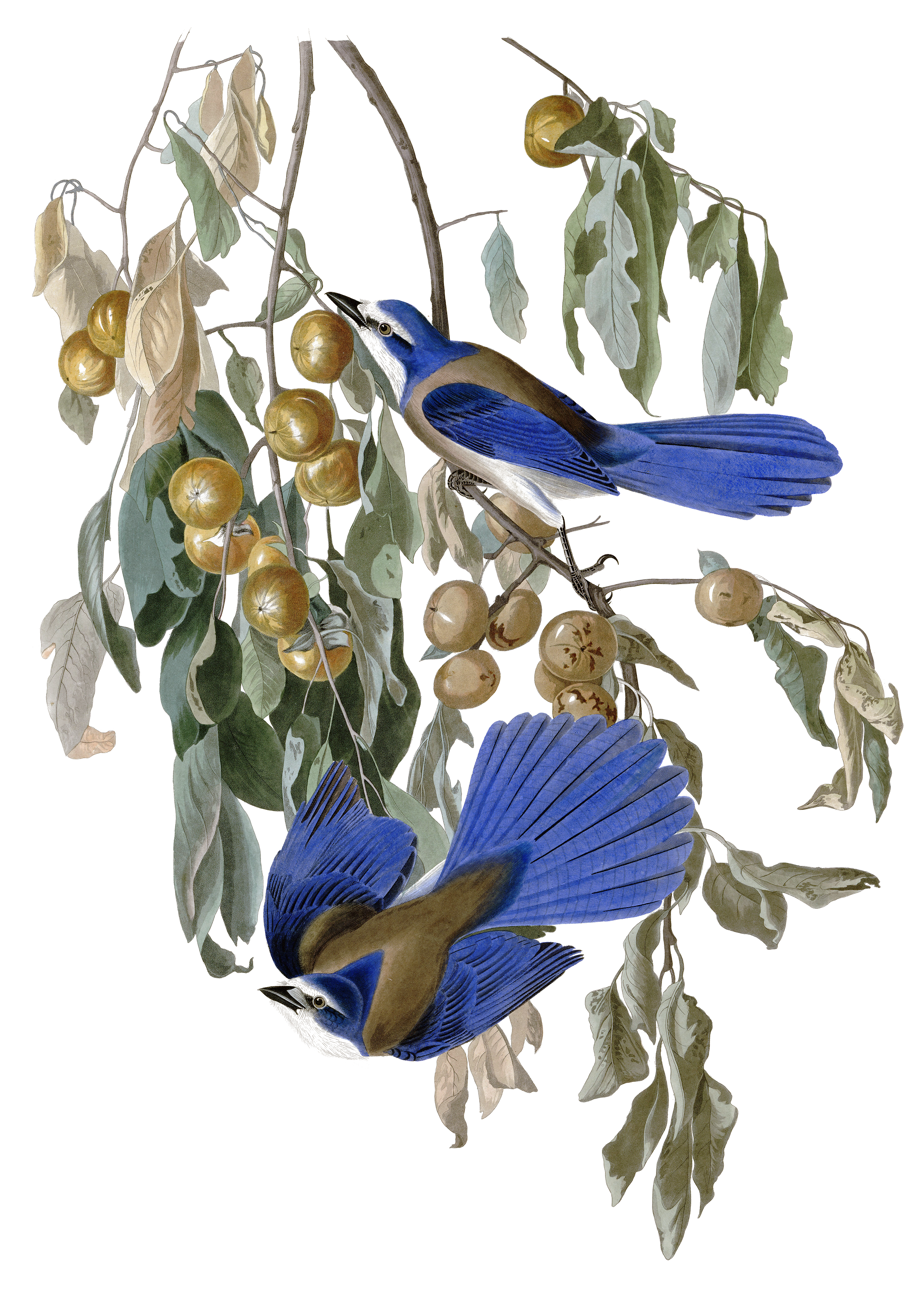
La ghiandaia della Florida (Aphelocoma coerulescens).

L'edizione originale di The Birds of America (a volte chiamata Havell Edition dal nome del suo stampatore, e talvolta chiamata "Double Elephant Folio", a causa delle sue dimensioni) fu stampata su carta fatta a mano alta 1 metro e larga 70 cm. La principale tecnica di stampa era l'incisione su rame, ma furono utilizzate anche l'incisione e l'acquatinta. I coloristi applicarono ogni colore come in una catena di montaggio artistica (ne furono assunti per il lavoro più di cinquanta).
Audubon finanziò il costoso progetto di stampa attraverso un abbonamento con pagamento in base all'utilizzo. Dal 1826 al 1829 viaggiò nel Regno Unito e a Parigi, tenendo conferenze sull'ornitologia e sulla vita di frontiera americana nel tentativo di invogliare i ricchi mecenati ad abbonarsi alla serie di stampe. Gli abbonati includevano il re francese Carlo X, la regina britannica Adelaide di Sassonia-Meiningen, Lord Spencer e, in seguito, gli americani Daniel Webster e Henry Clay.
Le stampe venivano emesse in serie di cinque ogni mese o due all'interno di confezioni di latta e ciascuna serie di solito includeva un uccello molto grande, un uccello di taglia media e tre uccelli piccoli. Le tavole furono pubblicate non rilegate e senza alcun testo per evitare di dover fornire copie gratuite alle biblioteche di deposito legale britanniche. Si stima che non siano mai stati compilati più di 200 set completi. Un testo di accompagnamento, pubblicato separatamente, fu scritto da Audubon e dal naturalista e ornitologo scozzese William MacGillivray e pubblicato in cinque volumi a Edimburgo tra il 1831 e il 1839, con il titolo Ornithological Biography, o An account of the habits of the birds in the United States of America.  Il costo aggiuntivo dei cinque volumi di testo portò il costo totale delle tavole e del testo a circa 1 000 dollari.
Tre università erano in origine abbonate all'opera conosciuta come Double-elephant folio per le grandi dimensioni: la Columbia University, la Harvard University e la University of South Carolina. Audubon aveva visitato personalmente la Columbia nel 1833 e aveva mostrato i suoi disegni al preside del college, William Alexander Duer, dopo di che il college raccolse 800 dollari per la sua sottoscrizione, che fu completata nel 1838.
Dopo che l'edizione in folio fu completata, Audubon decise di produrre un'edizione più economica e assunse un litografo di Filadelfia di nome J. T. Bowen. Bowen e il suo team crearono un'edizione in ottavo più piccola, distribuita agli abbonati in sette volumi e completata nel 1844. Altre cinque edizioni in ottavo furono completate fino al 1877. L'edizione in ottavo utilizzava il testo della biografia ornitologica ma aumentò il numero delle tavole a 500, separando alcuni uccelli che originariamente erano apparsi insieme. Vennero inclusi alcuni nuovi disegni, principalmente del figlio più giovane di Audubon, John Woodhouse Audubon, sebbene anche Audubon e membri del team di Bowen abbiano contribuito.
La Bien Edition (dal pioniere della cromolitografia Julius Bien), era una ristampa a grandezza naturale pubblicata nel 1858 da Roe Lockwood a New York sotto la supervisione di John Woodhouse Audubon. A causa in parte della guerra civile, l'edizione non fu mai terminata; solo 15 parti della serie su 44 vennero terminate. Questa edizione consisteva di 105 tavole e non includeva il testo originale. Furono venduti meno di 100 abbonamenti, rendendo questa edizione più rara di altre prime edizioni. La pratica di Audubon di ottenere i suoi uccelli venne descritta così: "Audubon usava quello che oggi chiamiamo il metodo della canna del fucile [...] Dopo aver ucciso gli uccelli, utilizzava un complesso sistema di fili e corde per metterli in posizione. Gli artisti precedenti disegnavano gli uccelli in una posizione rigida, ma Audubon era diverso. Disegnava gli uccelli in modo dinamico, posizionandoli come li osservava sul campo."

## Mostre pubbliche

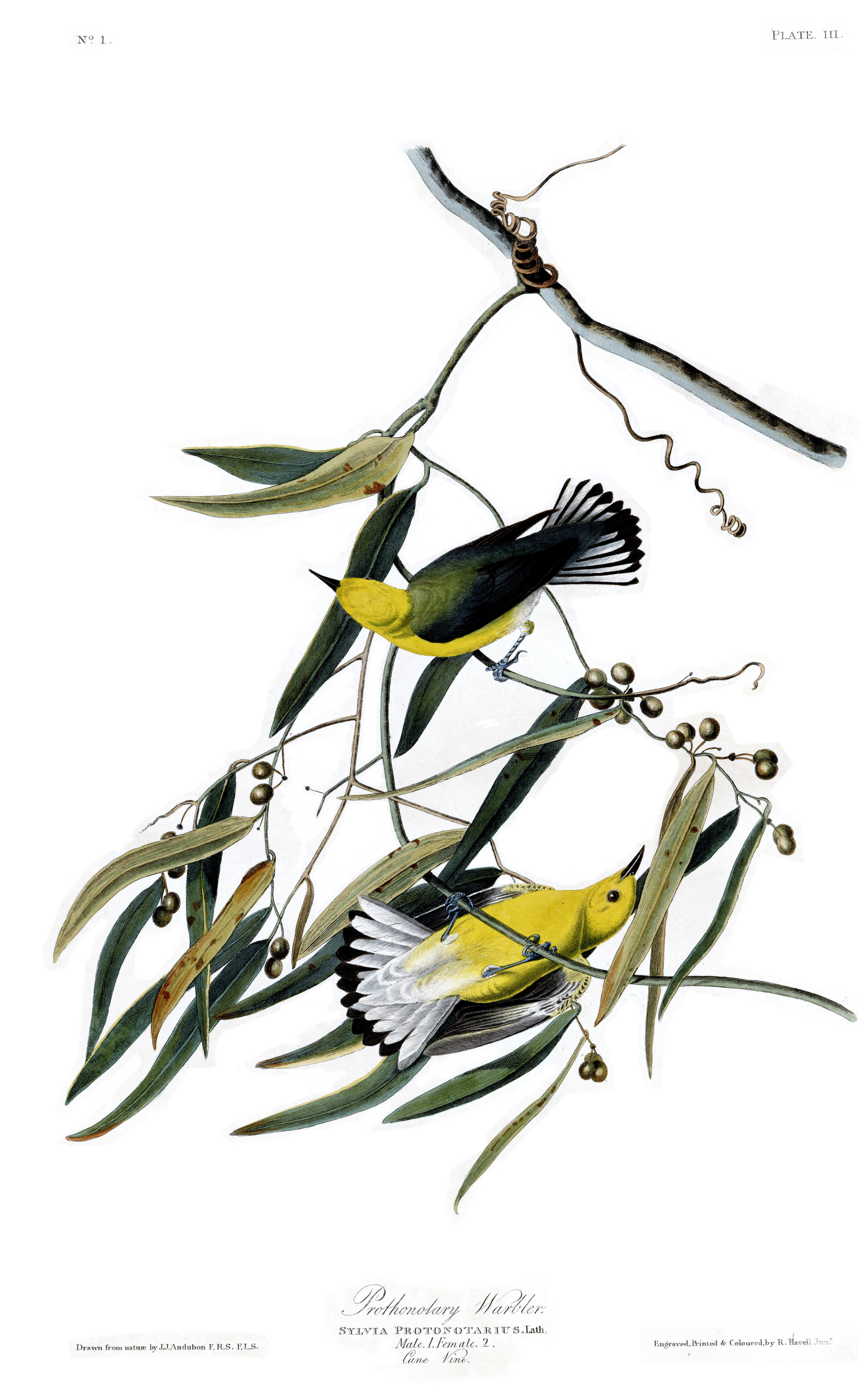
La parula citrea (Protonotaria citrea) nella tavola 3.

Una versione completa in folio in 8 volumi è esposta al pubblico nella Audubon Room presso la Harlan Hatcher Graduate Library all'Università del Michigan, ad Ann Arbor. Questo, il primo libro acquistato dall'Università, fu acquistato nel 1839 per 970 dollari americani (equivalenti a 90 000 dollari nel 2020), all'epoca una cifra incredibile. L'intero volume di 435 tavole è disponibile anche per la consultazione online sui siti web dell'Università del Michigan e della Public Library of Cincinnati and Hamilton County.
Dal 1992, le biblioteche della Louisiana State University hanno ospitato l'"Audubon Day", una mostra pubblica semestrale di tutti e quattro i volumi della copia di Birds of America della LSU. Il set apparteneva in precedenza a uno degli abbonati originali, il Duca di Northumberland, e fu acquistato con una sovvenzione dalla Crown Zellerbach Corporation nel 1964. Negli ultimi anni, l'evento ha attirato più di 200 visitatori. È stato descritto in un articolo del Wall Street Journal del 2011 intitolato "The Joys of Slow Looking.
Nel 2003, l'Università di Pittsburgh, che possiede una collezione completa di Birds of America che era stata recentemente restaurata e conservata dall'Etherington Conservation Center, ha allestito un'importante mostra di 62 lastre selezionate e di altro materiale nella sua University Art Gallery. In seguito, l'università ha costruito una vetrina al piano terra della Biblioteca Hillman della scuola per mostrare continuamente al pubblico una selezione delle tavole a rotazione. Le singole tavole sono state esposte per due settimane alla volta in ordine numerico. Nel 2007, l'università ha intrapreso un progetto per digitalizzare ogni tavola di Birds of America, così come la biografia ornitologica di Audubon e, per la prima volta, ha presentato il set completo per la visualizzazione da parte del pubblico attraverso un sito Internet. Questo evento, chiamato "Audubon day" avvenne per la prima volta nel 2011.
Nel 2004, ci fu un tentativo di rapina di quattro edizioni di Birds of America della Transylvania University da parte di quattro studenti universitari: Spencer Reinhard, Warren Lipka, Eric Borsuk e Chas Allen II. I ladri bloccarono la bibliotecaria, ma non furono in grado di completare la rapina: dichiaratisi colpevoli, vennero condannati a sette anni di reclusione. La rapina fallita all'opera di Audubon è stata oggetto del film del 2018 American Animals.
Nel 2007 l'opera è stata oggetto di una mostra presso il Teylers Museum di Haarlem, che ne possiede una copia ordinata dall'abbonamento originale. Per commemorare la vendita da record del libro, il museo ha deciso di esporre la sua copia (per la quale il museo pagò 2 200 fiorini - una fortuna per l'epoca - negli anni 1827-1838) fino a gennaio 2011.
La sala dei libri rari della Buffalo Erie County Public Library ha un set completo di Birds of America, che è spesso in mostra.
Tutti gli acquerelli esistenti conosciuti di Audubon e Mason per la preparazione di Birds of America sono conservati presso la New-York Historical Society di New York.
Lo Stark Museum of Art di Orange, in Texas, possiede ed espone la copia personale di Birds of America di John James Audubon.
Il Field Museum of Natural History di Chicago possiede una copia che in precedenza apparteneva all'amico e medico di famiglia di Audubon, il dottor Benjamin Phillips. Solo questa copia e quella di proprietà dello Stark Museum of Art contengono 13 tavole extra, aggiunte alla fine del progetto per correggere gli errori precedenti componendo nuove tavole su stampe precedenti. Il Field Museum ha organizzato una mostra basata sulla loro copia di Birds of America nel 2019-2020.
Nel 2010 il Museo d'arte della Carolina del Nord fece partire una mostra quinquennale del suo set di quattro volumi restaurati acquistati per lo stato dal governatore William Alexander Graham nel 1846.
La Biblioteca centrale di Liverpool ha attualmente una copia di Birds of America in mostra in una teca di vetro, con le sue pagine girate settimanalmente, oltre ad essere esposta attraverso un chiosco interattivo, consentendo ai lettori di visualizzare i contenuti da vicino senza danneggiare la copia originale utilizzando un chiosco Evoke Ev5.
Uno dei libri originali venne acquistato da Laurance Spelman Rockefeller, che fece incorniciare ogni tavola singolarmente. Sono tutte esposte nelle aree pubbliche del Woodstock Inn, a Woodstock, nel Vermont, da lui costruito nel 1969.
Il Paisley Museum and Art Gallery, a Paisley, in Scozia, ha il quarto volume in folio di Birds of America.
Il Royal College of Physicians and Surgeons di Glasgow possiede un volume esposto in biblioteca, insieme a una versione interattiva.
Due copie sono in esposizione permanente al piano rialzato della Beinecke Rare Book & Manuscript Library dell'Università di Yale.

## Collezioni e archivi
Sebbene le singole stampe siano comunemente disponibili, si ritengono esistenti solo 120 set completi. Una copia completa di The Birds of America esiste come parte della Collezione Darlington presso l'Università di Pittsburgh . Un'altra collezione completa è ospitata presso l'Università Meisei di Tokyo, in Giappone. Anche la Mitchell Library di Glasgow, in Scozia, contiene una serie completa di quattro volumi di questa pubblicazione. Il Dartmouth College nel New Hampshire possiede un set completo che originariamente apparteneva a Daniel Webster, insieme a una copia ancora più rara del prospetto originale di Audubon condiviso con gli editori, di cui esistono solo 16 copie.
The Birds of America è in mostra permanente al Trinity College, nella Biblioteca Watkinson del Connecticut, ed era di proprietà dell'incisore Robert Havell. Fu donato al College nel 1900 da Gurdon Wadsworth Russell, laureato al Trinity nel 1834.
Anche la Toronto Public Library ne detiene una copia; originariamente un set di quattro volumi, furono separati per preservare le singole lastre che sono state digitalizzate  nell'archivio. digitale della biblioteca e conservate in confezioni su misura nella Toronto Reference Library.
Un'altra copia completa delle stampe, rilegata in 17 volumi, appartiene alla Biblioteca del Parlamento di Ottawa, in Canada.
L'Union College di Schenectady, possiede una copia completa che fu acquistata dal suo presidente Eliphalet Nott nel 1844.
In Australia, la Melbourne Public Library acquistò una copia completa in quattro volumi nel 1871 da William Stallard, preside di una scuola a Geelong. Il presidente della biblioteca Redmond Barry negoziò l'acquisto della copia per 100 dollari australiani, la metà di quanto era stato chiesto, e la biblioteca ne spese altre 16 per ripristinare le rilegature di tre dei volumi. Stallard all'epoca era in difficoltà finanziarie e in seguito si suicidò.

## Vendite recenti
Nel marzo 2000, lo sceicco Saud Al-Thani del Qatar ha acquistato una copia di The Birds of America ad un'asta di Christie's per 8,8 milioni di dollari, un record per qualsiasi libro all'asta.
Nel dicembre 2010, la rivista The Economist ha stimato che, al netto dell'inflazione, cinque dei dieci prezzi più alti mai pagati per dei libri stampati sono stati pagati per le copie di The Birds of America. Delle 120 copie conosciute sopravvissute, solo tredici sono conservate in collezioni private. Nel marzo 2000, la copia Fox-Bute è stata venduta da Christie's, a New York, per quasi 9 milioni di dollari. Nel dicembre 2005, una copia non rilegata, il Providence Athenaeum Set, è stata venduta, sempre da Christie's, a New York, per 5,6 milioni di dollari.
Il 6 dicembre 2010, una copia completa della prima edizione è stata venduta a Londra da Sotheby's per 7.321.250 milioni di sterline (circa 11,5 milioni di dollari americani, 8,8 milioni di euro). L'offerta vincente è diventata il prezzo d'asta record mai pagato per un libro stampato ed è stata fatta dal mercante d'arte londinese Michael Tollemache, che ha superato altri tre contendenti durante l'asta. Secondo i dettagli sulla provenienza riportati dalla casa d'aste, il proprietario originale della copia era Henry Witham di Durham, elencato come abbonato numero 11 nella Ornithological Biography di Audubon; il primo volume della serie reca un'iscrizione di presentazione della moglie di Witham, datata 24 giugno 1831. Lord Hesketh aveva acquistato la copia da un discendente di Witham a un'asta di Christie's il 3 luglio 1951, pagando 7.000 sterline.
Il 20 gennaio 2012, una copia completa della prima edizione è stata venduta dagli eredi del quarto duca di Portland da Christie's, New York, per 7,9 milioni di dollari. L'acquirente è stato identificato solo come "un collezionista americano che ha fatto offerte per telefono". La vendita portò a 120 il numero di copie note per essere sopravvissute: 107 in collezioni istituzionali e 13 in mani private.

## Tavole

Il gufo della Virginia.
La poiana di Harlan, sottospecie della poiana della Giamaica (Buteo jamaicensis), nella tavola 86.
Il cosiddetto «uccello di Washington», uno dei tanti uccelli misteriosi la cui identità non è mai stata confermata con certezza. Forse potrebbe essere stato plagiato dalla Cyclopædia di Rees.[66]
L'avvoltoio collorosso.
L'oca del Canada.
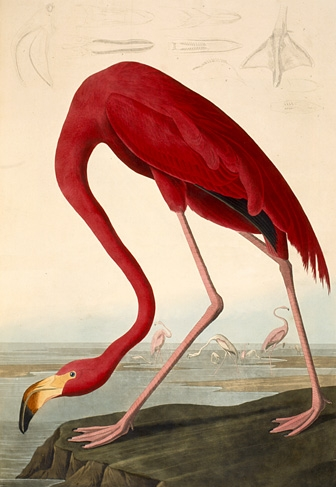
Il fenicottero rosa.
Il caracara crestato.
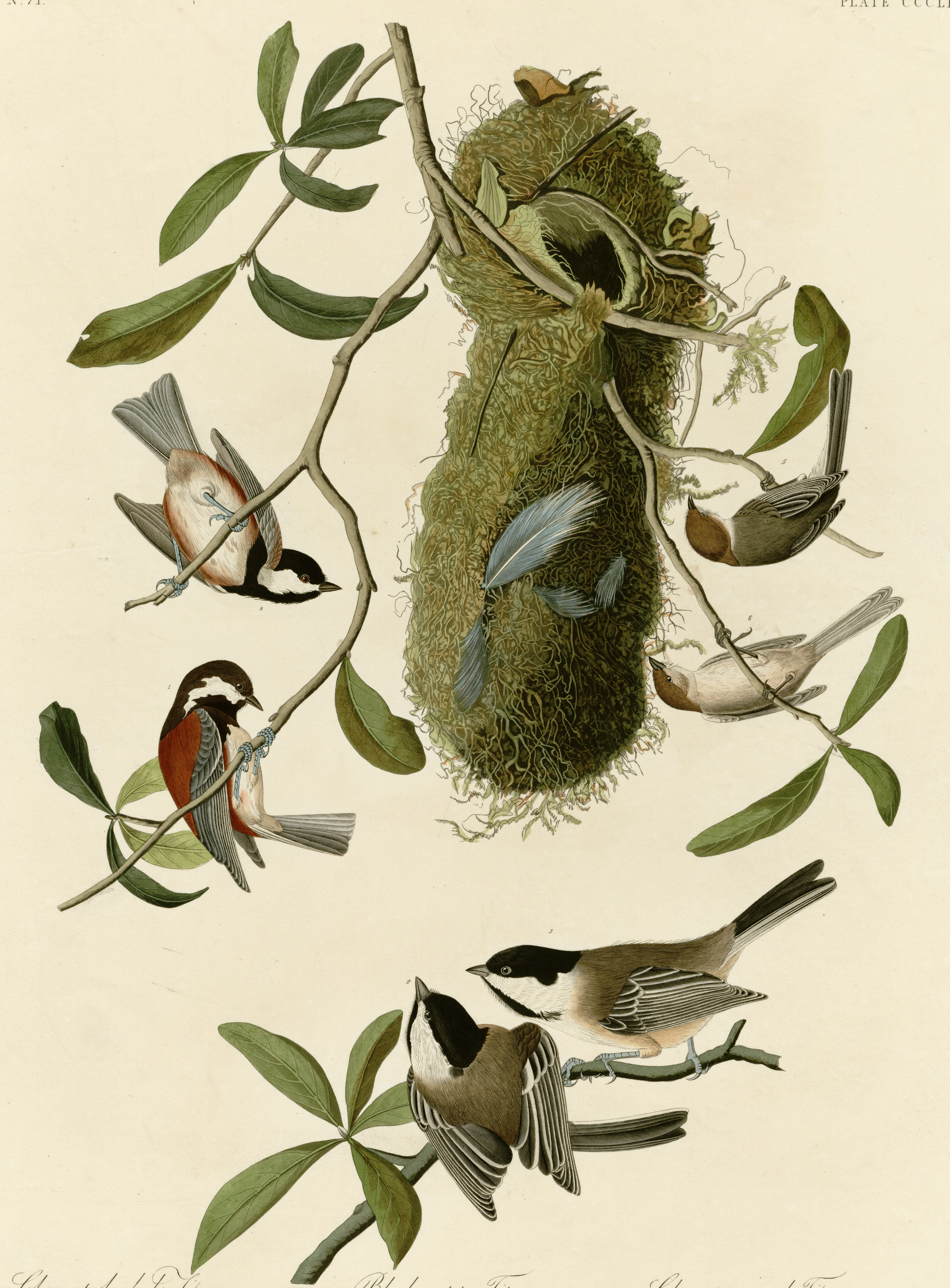
Tre specie della famiglia dei Paridi; in senso orario da in alto a destra: Psaltriparus minimus, Parus atricapillus e Parus rufescens.
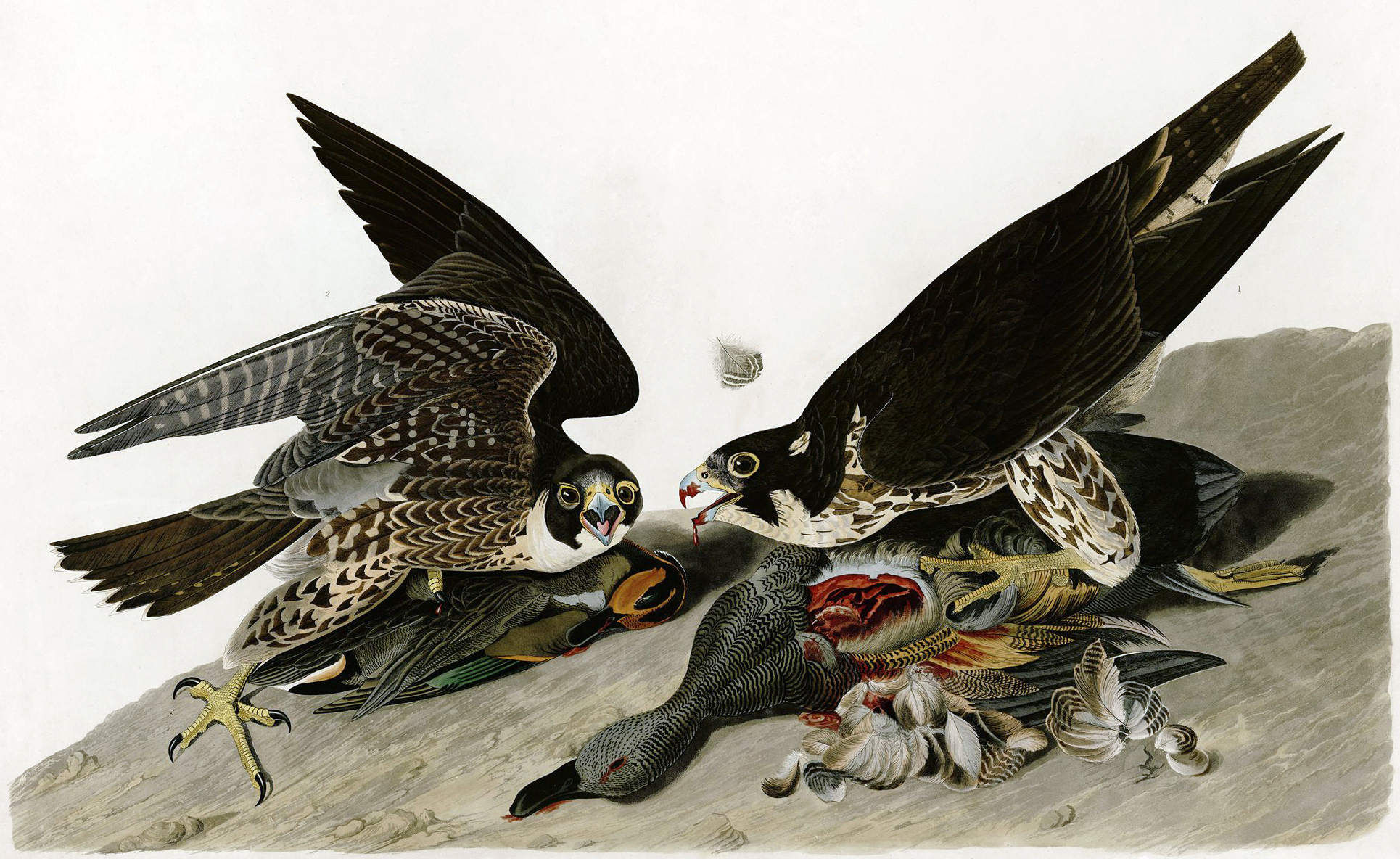
Il falco pellegrino.
Il barbagianni.
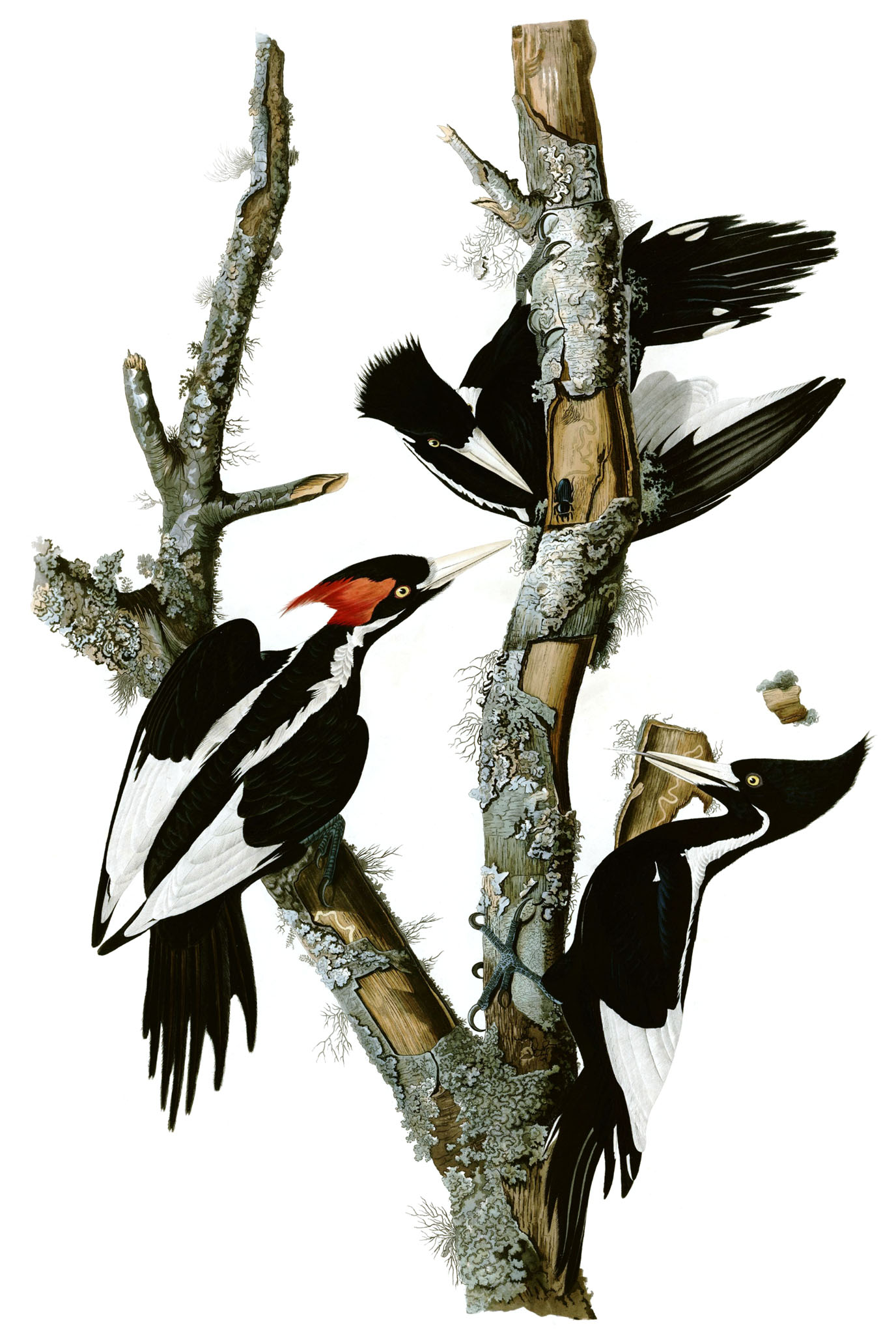
Il picchio dal becco d'avorio.
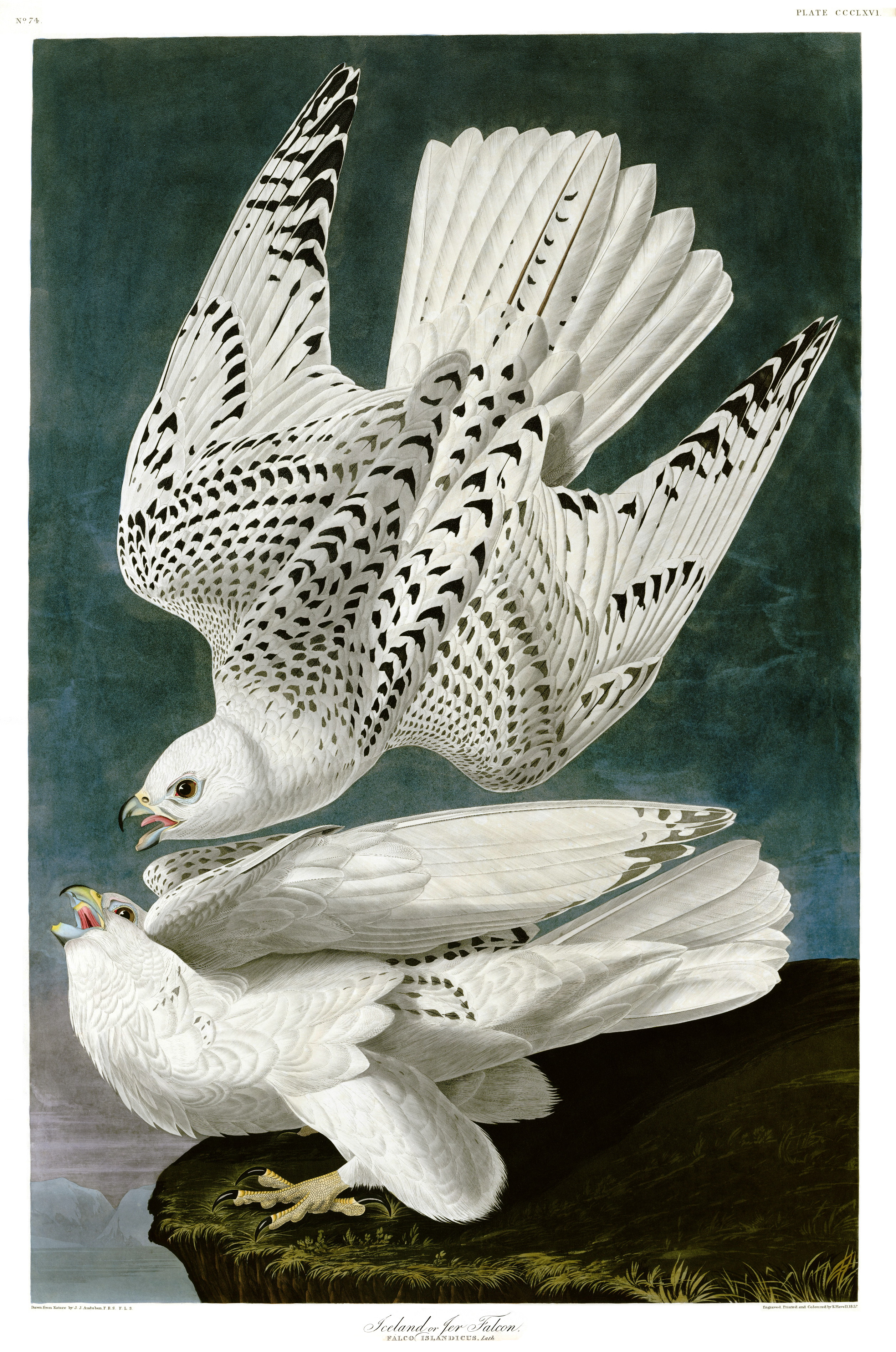
Il girfalco.
La poiana calzata.
La gazza dal ciuffo golanera.
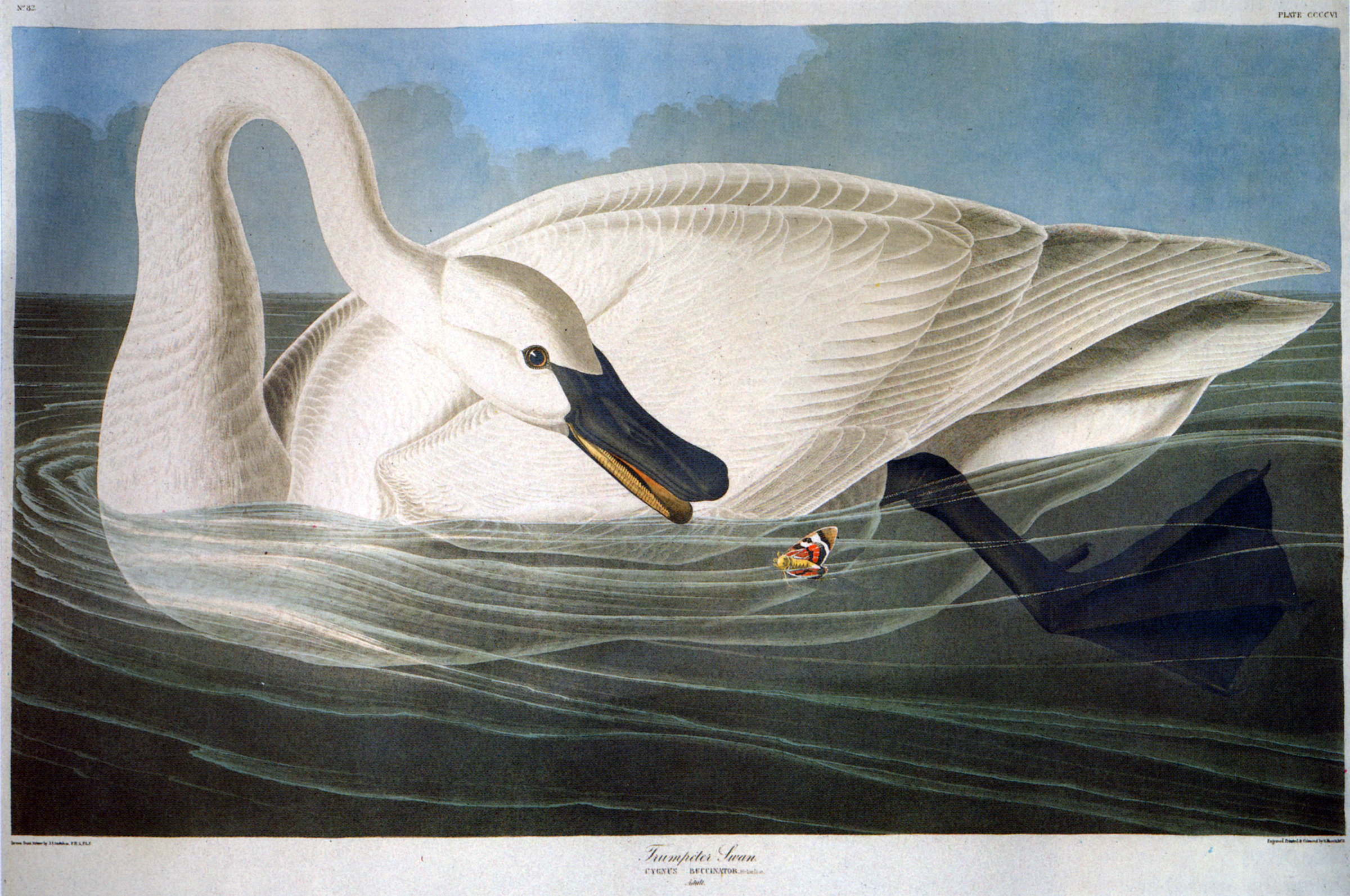
Il cigno trombettiere.

## Tessili

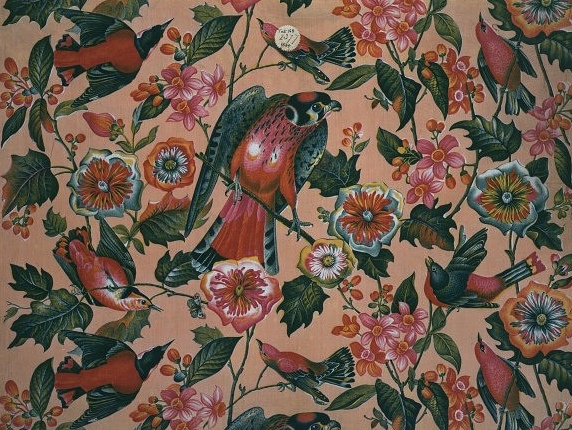
Tessuto d'arredo, dal Lancashire, 1830

Nel 1830, subito dopo la pubblicazione, diverse tavole furono utilizzate come base per la progettazione di una serie di tessuti per arredamento stampati a rullo, prodotti nel Lancashire, nel Regno Unito.